# اریک برد
اریک برد (انگلیسی: Éric Bédard؛ زادهٔ december ۱۷, ۱۹۷۶ (۴۸ سال)) ورزشکار اسکیت سرعت اهل کانادا است.
وی در مسابقات کشوری و بین‌المللی در مجموع برندهٔ ۹ مدال طلا، ۹ مدال نقره، ۳ مدال برنز شده‌است.